# Apamea transversata
Apamea transversata là một loài bướm đêm trong họ Noctuidae.